# Andrej Kiska
Andrej Kiska (Poprad, 2 februari 1963) is een Slowaaks ondernemer en filantroop. Tussen 2014 en 2019 was hij president van Slowakije.
Kiska deed als onafhankelijke kandidaat mee aan de Slowaakse presidentsverkiezingen in 2014 en versloeg in de tweede ronde met 60% van de stemmen zittend premier Robert Fico. Hij trad op 15 juni 2014 aan als opvolger van Ivan Gašparovič. Bij de presidentsverkiezingen in 2019 stelde Kiska zich niet opnieuw verkiesbaar. Hij werd opgevolgd door Zuzana Čaputová.
In september 2019, enkele maanden na het einde van zijn presidentschap, stichtte Kiska een eigen politieke partij: Za ľudí (Nederlands: Voor het Volk). Als lijsttrekker deed hij vervolgens mee aan de parlementsverkiezingen van 2020, waarbij de partij met 5,8% maar nipt de kiesdrempel haalde. Kiska besloot zijn zetel in de Nationale Raad niet in te nemen. Op een partijcongres in augustus 2020 droeg hij het partijleiderschap van Za ľudí over aan Veronika Remišová, waarna hij zich terugtrok uit de politiek.